# Vladislav Bóbrik
Vladislav Bóbrik (en ruso: Владислав Бобрик; Novosibirsk, 6 de enero de 1971) es un deportista soviético que compitió en ciclismo en las modalidades de ruta y pista.
Ganó una medalla de plata en el Campeonato Mundial de Ciclismo en Pista de 1991, en la prueba de persecución por equipos. En carretera fue el ganador del Giro de Lombardía de 1994.

## Medallero internacional
| Campeonato Mundial | Campeonato Mundial    | Campeonato Mundial | Campeonato Mundial          |
| Año                | Lugar                 | Medalla            | Competición                 |
| ------------------ | --------------------- | ------------------ | --------------------------- |
| 1991               | Stuttgart ( Alemania) | Medalla de plata   | Persecución por equipos (A) |

## Palmarés
1990
- 1 etapa del Tour DuPont

1991
- 1 etapa de la Redlands Classic

1992
- 3 etapas del Ruban Granitier Breton

1993
- 1 etapa de la Settimana Ciclistica Bergamasca

1994
- Giro de Lombardía
- 1 etapa de la Vuelta a Aragón

1995
- 1 etapa de la París-Niza

## Resultados en Grandes Vueltas
Durante su carrera deportiva consiguió los siguientes puestos en las Grandes Vueltas:
| Carrera         | 1993 | 1994 | 1995 | 1996 | 1997 | 1998 | 1999 |
| --------------- | ---- | ---- | ---- | ---- | ---- | ---- | ---- |
| Giro de Italia  | 61.º | -    | 28.º | -    | Ab.  | 23.º | -    |
| Tour de Francia | -    | 62.º | -    | -    | -    | Ab.  | -    |
| Vuelta a España | -    | -    | Ab.  | 16.º | -    | -    | -    |
| Mundial en Ruta | -    | 27.º | -    | 15.º | -    | -    | -    |

| —: No participó | Ab: Abandono |